# Elvis Live 1969
Elvis Live 1969 is een boxset van elf cd's met daarop elf live-optredens van Elvis Presley in augustus 1969 in het International Hotel (tegenwoordig: Westgate) in Las Vegas. Het was destijds zijn eerste serie concerten in deze stad.
Een aantal van deze concerten is al eerder op lp of cd verschenen, zoals From Memphis to Vegas/From Vegas to Memphis uit 1969, Live in Las Vegas uit 2001 (heruitgave in 2015) en Viva Las Vegas uit 2007. Vier van de elf concerten in de box zijn nooit eerder op plaat verschenen.

## Achtergrond
De concerten in het International Hotel in augustus 1969 betekenden de succesvolle terugkeer van Elvis op het concertpodium, een jaar nadat hij zijn populaire comeback special voor NBC had gemaakt. Deze was zo'n groot succes, dat Elvis diverse aanbiedingen kreeg om weer op tournee te gaan. Uiteindelijk koos hij voor een maand lang op te treden in Las Vegas, zijn eerste concertserie in meer dan acht jaar (een feit dat hij bijna elke avond wel even memoreerde).
Per dag gaf Elvis twee concerten: één 's avonds, en één rond middernacht. Hij werd daarbij begeleid door een band, een orkest en de gospelgroepen The Sweet Inspirations of The Impalas.
De concerten werden enthousiast ontvangen door de fans en door de media. Het succes van de eerste serie concerten leidde ertoe dat Elvis een contract tekende voor nog meer concertseries in het International (twee per jaar, in februari en augustus) in de jaren 1970 t/m 1976.
Van de 57 concerten die hij in augustus 1969 gaf, werden elf opgenomen voor een later te verschijnen live-album. Op Elvis Live 1969 zijn alle opgenomen shows voor het eerst gezamenlijk uitgebracht. De box verscheen in augustus 2019, vijftig jaar nadat de concerten plaatsvonden.
Naast de elf cd's bevat de box set ook een uitgebreid boekwerk met achtergrondinformatie en foto's.

## Overzicht van de shows
| Disc | Datum                             | Eerder verschenen (indien van toepassing)          |
| ---- | --------------------------------- | -------------------------------------------------- |
| 1    | 21 augustus 1969, middernachtshow | Viva Las Vegas, 2007                               |
| 2    | 22 augustus 1969, avondshow       | Elvis in Person at the International Hotel, 2008   |
| 3    | 22 augustus 1969, middernachtshow | 5 tracks op Elvis Today, Tomorrow & Forever (2002) |
| 4    | 23 augustus 1969, avondshow       |                                                    |
| 5    | 23 augustus 1969, middernachtshow | Elvis at the International, 2003                   |
| 6    | 24 augustus 1969, avondshow       | Live in Las Vegas, 2001                            |
| 7    | 24 augustus 1969, middernachtshow | 10 tracks op Writing for the King, 2006            |
| 8    | 25 augustus 1969, avondshow       |                                                    |
| 9    | 25 augustus 1969, middernachtshow | Hot August Night, 2003                             |
| 10   | 26 augustus 1969, avondshow       | Live in Las Vegas, 2011                            |
| 11   | 26 augustus 1969, middernachtshow | All Shook Up, 2005 +                               |

+ Verscheen tegelijkertijd met deze box als dubbel-lp.